# Paraheruenemef
Paraheruenemef o Pareheruenemef (Pre-hir-uonmef, Prehiruenemef, Rehiruenemef) fue un príncipe del Antiguo Egipto de la Dinastía XIX, el tercer hijo del faraón Ramsés II y el segundo de la reina Nefertari.

## Familia
Pareheruenemef era hijo del faraón Ramsés II y la reina Nefertari. El príncipe Amenherjepeshef era un hermano mayor y entre sus hermanos menores se encontraban Meryre y Meryatum. Las princesas Henuttauy (dinastía XIX), Meritamón y Nebettaui eran sus hermanas.

## Vida
Pareheruenemef estuvo presente en la batalla de Kadesh y está representado en el templo de Abu Simbel. En las inscripciones de Kadesh se menciona un incidente en el que se capturan dos espías hititas. El interrogatorio revela que el enemigo está mucho más cerca de lo que se pensaba. La familia real huyó rápidamente hacia el oeste, lejos del peligro, dirigida por el príncipe Pareheruenemef. El príncipe fue llamado "Primer Valiente del Ejército" y más tarde se convirtió en "Superintendente del Caballo". Finalmente, Pareheruenemef se convirtió en el primer auriga de Su Majestad, cargo que compartía con su hermano Mentu-her-khepeshef.
Pareheruenemef está representado en la fachada del pequeño templo de Abu Simbel. También aparece en la fachada del palacio en el Ramesseum. La base de una estatua de Karnak menciona a Pareheruenemef. Sobre esa misma base se menciona a una mujer llamada Wadjyt-khati, pero se desconoce su relación exacta con el príncipe.
Murió antes que su hermano mayor Amenherjepeshef y su medio hermano mayor Ramsés, porque después de su muerte, el próximo príncipe heredero fue el cuarto hijo, Jaemuaset.